# فهرست شطرنج‌بازان اهل ارمنستان
در زیر فهرست شطرنج‌بازان اهل ارمنستان (انگلیسی: List of Armenian chess players) آورده شده است:

## استادان بزرگ
- واروژان هاکوپیان
- ولادیمیر هاکوبیان
- آشوت آناستاسیان
- زاون آندریاسیان
- لوون آرونیان
- گئورگی آرزومانیان
- کارن آسریان
- لوون بابجیان
- آرتور چیبوخچیان
- اوگانس دانیلیان
- سرگئی گالدونتس
- آوتیک گریگوریان
- گئورگ هاروتیونیان (شطرنج‌باز)
- گری کاسپارف
- ملیکست خاچیان
- تیگران کوتانجیان
- سمبات لپوتیان
- داویت مارکوسیان
- هراند ملکومیان
- آرا میناسیان
- آرتاشس میناسیان
- سرگئی موسسیان
- کارن موسیسیان
- تیگران نالباندیان
- آرمان پاشیکیان
- آرشاک پطروسیان
- داویت گی. پطروسیان
- تیگران پطروسیان
- تیگران ال. پطروسیان
- گابریل سارگیسیان
- نارک صفریان
- هرایر سیمونیان
- ساموئل تر-ساهاکیان
- رافائل واهانیان
- آرسن یغیازاریان
- روبرت هوهانیسیان
- الینا دانیلیان

## استادان بین‌المللی
- آرتور آروستامیان
- لوون اولیان
- بنیامین گالستیان
- کارن گریگوریان
- یوری هامبارتسومیان
- آرمن هایراپتیان
- مهر هوهانیسان
- وارطان قاهرامنیانتس
- نوریک کالانتاریان
- داویت کالاشیان
- داویت کاراتوروسیان
- گنریک گاسپاریان
- واهاگن خاچاطوریان
- آندرنیک ماتیکوزیان
- ادوارد مناتساکانیان
- آشوت نادانیان
- کارن پطروسیان
- سورن پطروسیان
- آرسن استامبولیان

## استادان بزرگ زن
- نلی آغینیان
- لیلیت گالویان
- نایرا موسیسیان

## استادان بین‌المللی زن
- سیرانوش آندریاسیان
- لیلیت مکرتچیان
- نارینه گاسپاریان
- گوهار هلقاتیان
- نارینه گاراگاشیان
- ناتالیا خودگاریان
- ایرینا واهانیان